# Lyncestis melanoschista
Lyncestis melanoschista là một loài bướm đêm trong họ Erebidae.